# Neukirchen an der Enknach
Neukirchen an der Enknach je obec v okrese Braunau v rakouské spolkové zemi Horní Rakousy.

## Geografie
Neukirchen leží v oblasti Innviertel. Přibližně 33 % rozlohy obce tvoří lesy a 66 % zemědělská půda.[zdroj?]